# Le Grand Départ (film, 2008)
Pour les articles homonymes, voir Le Grand Départ.
Pour plus de détails, voir Fiche technique et Distribution.
Le Grand Départ est un film de comédie dramatique québécois réalisé par Claude Meunier, sorti le 19 décembre 2008 au cinéma.

## Synopsis
Jean-Paul, un médecin de 53 ans, quitte sa femme et ses enfants pour refaire sa vie avec Nathalie, une jeune femme de 25 ans sa cadette. Lui qui se croit aux portes du bonheur est en fait aux portes de l’enfer. Peut-on vraiment tout balancer et recommencer sa vie après 40 ans? C’est la question que pose cette comédie dramatique.

## Fiche technique
- Titre original : Le Grand Départ
- Réalisation : Claude Meunier
- Scénario : Claude Meunier
- Musique : Michel Corriveau
- Direction artistique : Emmanuel Fréchette
- Peintures : Peter Hoffer (en) (peintures de Nathalie)
- Costumes : Mariane Carter
- Coiffure :Linda Gordon
- Maquillage : Nicole Lapierre
- Photographie : Bruce Chun
- Son : Patrick Rousseau, Louis Gignac, Gavin Fernandes
- Création sonore : Marie-Claude Gagné
- Montage : Jean-François Bergeron
- Production : Denise Robert, Daniel Louis
- Société de production : Cinémaginaire
- Sociétés de distribution : Alliance Vivafilm
- Budget : 5,7 millions de dollars[1]
- Pays d'origine :  Canada
- Langue originale : français
- Format : couleur
- Genre : Comédie dramatique
- Durée : 100 minutes
- Dates de sortie :
  - États-Unis : 18 octobre 2008  (Festival international du film de Chicago)
  - Canada : 19 décembre 2008 (sortie en salle au Québec)
  - Canada : 28 avril 2009  (DVD)

## Distribution
- Marc Messier : Jean-Paul Cardin
- Guylaine Tremblay : Céline Demers
- Hélène Bourgeois Leclerc : Nathalie Craig
- Sophie Desmarais : Myriam
- Patrick Drolet : Guylain
- Rémy Girard : Henri Leduc
- Diane Lavallée : Pauline
- Widemir Normil : Père Joe
- Jonathan Gagnon : Alex Malo
- Luc Senay : Gérard Craig
- Sylvie Potvin : Yvette Craig
- Martine Francke : madame Talbot
- Louis-José Houde : l'hypocondriaque
- Robert Reynaert : Fernand Doyon
- Catherine Trudeau : Kim Goodwin, psychologue
- Sébastien René : vendeur de piscine
- Nico Gagnon : Yvan Dubuc, journaliste
- Kevin Houle : Cédric
- Peter Hoffer (en) : peintre au vernissage
- Claude Meunier : le voisin « senteux »
- Cynthia Wu-Maheux : nouvelle amie de Myriam
- France Parent : femme médecin
- Marie-Evelyne Baribeau : Roxanne, nouvelle copine de Myriam